# Timothy Yu Gyoung-chon
Timothy Yu Gyoung-chon (ur. 4 września 1962 w Jung-gu, zm. 15 sierpnia 2025 w Seulu) – koreański duchowny katolicki, biskup pomocniczy Seulu od 2014.

## Życiorys

### Prezbiterat
Święcenia kapłańskie otrzymał 30 stycznia 1992 i został inkardynowany do archidiecezji seulskiej. Po święceniach i studiach w Niemczech przez parę miesięcy pracował jako wikariusz, a następnie został wykładowcą seulskiego uniwersytetu katolickiego. W 2008 został kierownikiem Instytutu Posług Duszpasterskich.

### Episkopat
30 grudnia 2013 papież Franciszek mianował go biskupem pomocniczym archidiecezji seulskiej ze stolicą tytularną Puppi. Sakry biskupiej udzielił mu 5 lutego 2014 lokalny arcybiskup metropolita - Andrew Yeom Soo-jung.
Yu zmarł 15 sierpnia 2025 roku w szpitalu St. Mary's w Seulu, po walce z rakiem dróg żółciowych. Miał 62 lata.